# Lucien Cahen-Michel
Lucien Michel Cahen dit Lucien Cahen-Michel, né le 21 juin 1888 dans le 4e arrondissement de Paris et mort le 3 juillet 1979 à La Genevraye (Seine-et-Marne), est un peintre français.   

## Biographie
Élève à l'École des beaux-arts de Paris et à l'Académie Julian de Gabriel Ferrier, Jules Adler et François Flameng, Lucien Cahen-Michel s'installe à Montigny-sur-Loing en 1920 où il peindra de nombreux paysages de style impressionniste. 
Plusieurs de ses œuvres figurent dans les musées de la région, en particulier celui de Moret-sur-Loing. Membre de la Société des Artistes Français en 1920, il a exposé au Salon des artistes français pendant plus de 30 ans entre 1913 à 1949 ainsi qu'au Salon des indépendants de 1924 à 1930, au Salon d'automne et à la Galerie Carmine en 1929.

## Œuvres
Lucien Cahen-Michel figure au Benezit/Akoun. Un de ses paysages a été reproduit dans L'Illustration.
Une de ses œuvres, La jetée d'Ouistreham, a été achetée par l'État, auprès de Lucien Cahen-Michel le 16 juin 1932, et ce pour la somme de 800 francs. L'œuvre est alors portée sur l’inventaire du Fonds national d'art contemporain (FNAC) sous le numéro FNAC 12572. Ce tableau est ensuite envoyé en dépôt au consulat de France à Kaunas en 1933. L’œuvre a disparu pendant la guerre.
Gustave Kahn mentionne par deux fois Lucien Cahen-Michel dans son compte-rendu de visite du Salon des artistes français de 1934, pour des dessins et une vue du village de Larchant (77). (Mercure de France - 1-VI-1934, p.390-391).(Gallica)

## Expositions
Salon des artistes français (Société des artistes français)
- Salon de 1913 : Fleurs, peinture (n° 313).
- Salon de 1914 : Nu ; femme aux voiles, peinture (n° 358)[2] et Fleurs, peinture (n° 359)[3].
- Salon de 1920 : Fleurs ; Œillets, peinture (n° 303).
- Salon de 1921 : Jeune femme à la sandale, peinture (n° 355) et Nature morte ; Roses, peinture (n° 356).
- Salon de 1923 : Portrait de ma mère, peinture (n° 333).
- Salon de 1924 : Paysage, peinture (n° 360).
- Salon de 1929 : Canal du Loing à Épisy, peinture (n° 413) et La Vanne-Rouge à Montigny, peinture (n° 414).
- Salon de 1932 : Bords du Loing à Montigny, peinture (n° 416) et Moulin de Montigny-sur-Loing, peinture (n° 417).
- Salon de 1933 : Portrait de Gustave Kahn, dessin[4].
- Salon de 1934 : Village de Larchant (Seine-et-Marne), peinture (n° 404). Cette toile à fait l'objet à l'époque d'une diffusion par carte postale.
- Salon de 1935 : Bords du Loing, peinture (n° 369) et Fleurs, peinture (n° 370).
- Salon de 1936 : La Lecture, peinture (n° 454).
- Salon de 1937 : Le Goûter, peinture (n° 231).
- Salon de 1938 : Portrait, peinture (n° 285) et Le Vieux-Pont, peinture (n° 286).
- Salon de 1939 : Bords du Fusain, peinture (n° 482), Église de Montigny-sur-Loing, peinture (n° 483) et Bords du Loing, peinture (n° 484).
- Salon de 1942 : La Vanne-Rouge de Montigny, peinture (n° 186) et Le moulin de Montigny, peinture (n° 187).
- Salon de 1943 : Paysage du Loing, peinture (n° 166) et Paysage du Loing, peinture (n° 197).
- Salon de 1944 : Barrage du Loing à Montigny, peinture (n° 141), Lisière de bois, peinture (n° 142) et Canal du Loing, peinture (n° 143).
- Salon de 1945 : Église de La Genevraye (Seine-et-Marne), peinture (n° 163), Bords du Loing, peinture (n° 164) et Fleurs (n° 165).
- Salon de 1946 : Le barrage de Montigny, peinture (n° 187) et Le moulin de Montigny, peinture (n° 188).
- Salon de 1947 : Coin de jardin, peinture (n° 200).
- Salon de 1948 : Le Loing en automne, peinture (n° 195), Chemin creux à Sorques (Seine-et-Marne), peinture (n° 196) et Bords du Loing, peinture (n° 197).
- Salon de 1949 : La route de Grez à Montigny, peinture (n° 225).

Salon des indépendants (Société des artistes indépendants)
- Salon de 1924 : Femme nue, peinture (n° 473) et Étude de nu, peinture (n° 474).
- Salon de 1926 : L'église de Montigny, peinture (n° 531) et Le Loing à Montigny, peinture (n° 532).
- Salon de 1928 : Moulin de Montigny-sur-Loing, peinture (n° 670) et Bords du Loing, peinture (n° 671).
- Salon de 1929 : Pont de Grez-sur-Loing, peinture (n° 687) et Rochers (forêt de Fontainebleau), peinture (n° 688).
- Salon de 1930 : Grez-sur-Loing, peinture (n° 630) et Bords du Lunain (Seine-et-Marne), peinture (n° 631).

Salon d'Automne (Société du Salon d'Automne)
- Salon de 1929[5].

Salon des Artistes anciens combattants
- Salon de 1935 : Exposition en avril 1935 aux Beaux-Arts de Paris, quai Malaquais dans le 6e arrondissement de Paris[6].

Maison des Artistes
- 1921 : Exposition du 17 au 31 décembre 1921 au 153, avenue de Wagram dans le 17e arrondissement de Paris[7].

Galerie Carmine
- 1929 : Exposition du 1er au 15 mars 1929 au 51, rue de Seine dans le 6e arrondissement de Paris[8],[9].

Galerie d'art du Quotidien
- 1931 : Exposition du 5 au 26 janvier 1931 dans les salons du journal Le Quotidien au 25, avenue Kléber dans le 16e arrondissement de Paris[10].
- 1932 : Exposition du 3 au 28 juin 1932 dans les salons du journal Le Quotidien au 25, avenue Kléber dans le 16e arrondissement de Paris[11].

Festival de Souppes-sur-Loing (Union musicale de Souppes)
- 1937 : Exposition de la Société d'horticulture de Melun-Fontainebleau du 28 au 30 août 1937 à l'école des garçons de Souppes-sur-Loing : Larchant, peinture, Montigny, peinture, et Lavoir à Moret, peinture[12].

Galerie Saint-Jean
- 1958 : Exposition durant l'été 1958 rue Saint-Jean au Touquet[13].

## Prix et récompenses
- 1928 : Mention honorable décernée par le jury de peinture du Salon des artistes français.
- 1929 : Médaille d'argent décernée par le jury de peinture du Salon des artistes français[14].
- 1929 : Prix Paul-Liot décerné par la Fondation Hauser.

## Distinctions
- Officier d'Académie (arrêté ministériel du 13 mars 1932)[15].
- Officier de l'Instruction publique (arrêté ministériel du 3 avril 1938)[16].

## Postérité
- Un square porte son nom à Veneux-les-Sablons.
- Une rue de La Genevraye où se trouvait sa maison porte également son nom.